# هتل شیشه‌ای
هتل شیشه‌ای رمانی محصول سال ۲۰۲۰ از نویسنده کانادایی، امیلی سنت جان مندل است. این پنجمین رمان مندل و اولین اثر او، بعد از دریافت جایزه آرتور سی کلارک در سال ۲۰۱۵ است. این کتاب به اتفاقات پس از رویارویی با یک گرافیتی مشوش در هتلی در جزیره ونکوور و سقوط یک ترفند پانزی می‌پردازد.